# Primer Ministre de Moçambic
Aquesta és una llista de primers ministres de Moçambic, des de l'establiment del càrrec de Primer Ministre de l'Àfrica Oriental Portuguesa en 1974.

## Clau
Partits polítics
- Front d'Alliberament de Moçambic (FRELIMO)

## Primer Ministre de Moçambic Portuguès (1974–1975)
| № | Retrat | Nom (Naixment-mort)      | Duració del càrrec     | Duració del càrrec | Partit polític |
| - | ------ | ------------------------ | ---------------------- | ------------------ | -------------- |
| 1 |        | Joaquim Chissano (1939–) | 20 de setembre de 1974 | 25 de juny de 1975 | FRELIMO        |

## Primers Ministres de Moçambic (1975–present)
| №                                                         | retrat                        | Nom (Naixment-mort)                 | Duració del càrrec            | Duració del càrrec            | Partit polític                |
| República Popular de Moçambic                             | República Popular de Moçambic | República Popular de Moçambic       | República Popular de Moçambic | República Popular de Moçambic | República Popular de Moçambic |
| --------------------------------------------------------- | ----------------------------- | ----------------------------------- | ----------------------------- | ----------------------------- | ----------------------------- |
| càrrec abolit (25 de juny de 1975 – 17 de juliol de 1986) |                               |                                     |                               |                               |                               |
| 1                                                         |                               | Mário da Graça Machungo (1940–)     | 17 1986                       | 1 de desembre de 1990         | FRELIMO                       |
| República de Moçambic                                     |                               |                                     |                               |                               |                               |
| (1)                                                       |                               | Mário da Graça Machungo (1940–)     | 1 de desembre 1990            | 16 de desembre de 1994        | FRELIMO                       |
| 2                                                         |                               | Pascoal Mocumbi (1941–)             | 16 de desembre 1994           | 17 de febrer de 2004          | FRELIMO                       |
| 3                                                         |                               | Luísa Dias Diogo (1958–)            | 17 de febrer de 2004          | 16 de gener de 2010           | FRELIMO                       |
| 4                                                         |                               | Aires Ali (1955–)                   | 16 de gener de 2010           | 8 d'octubre de 2012           | FRELIMO                       |
| 5                                                         |                               | Alberto Vaquina (1961–)             | 8 d'octubre de 2012           | 17 de gener de 2015           | FRELIMO                       |
| 6                                                         |                               | Carlos Agostinho do Rosário (1954–) | 17 de gener de 2015           | En el càrrec                  | FRELIMO                       |